# Trithrinax brasiliensis
Trithrinax brasiliensis är en enhjärtbladig växtart som beskrevs av Carl Friedrich Philipp von Martius. Trithrinax brasiliensis ingår i släktet Trithrinax och familjen Arecaceae. IUCN kategoriserar arten globalt som otillräckligt studerad. Inga underarter finns listade i Catalogue of Life.

## Bildgalleri

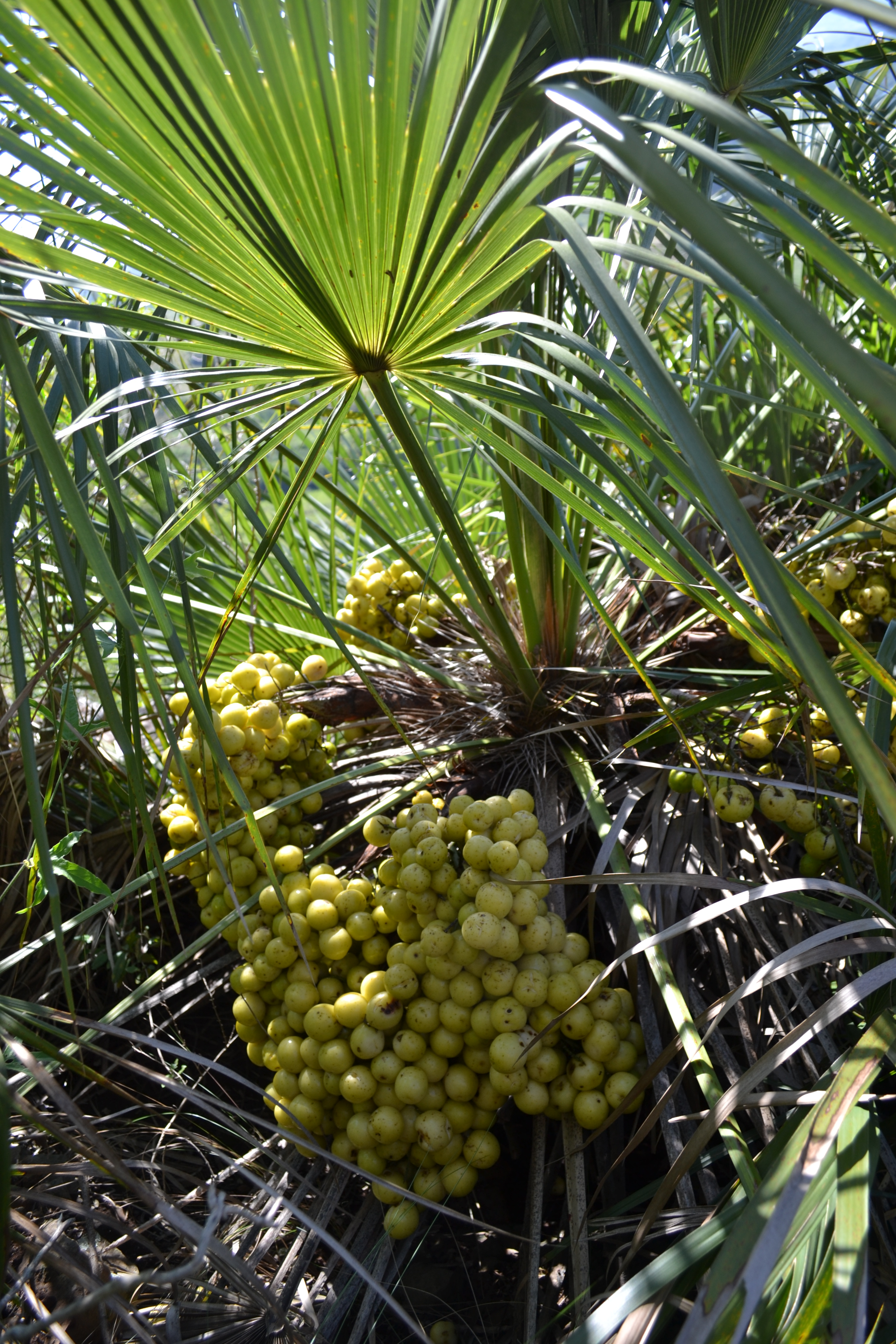
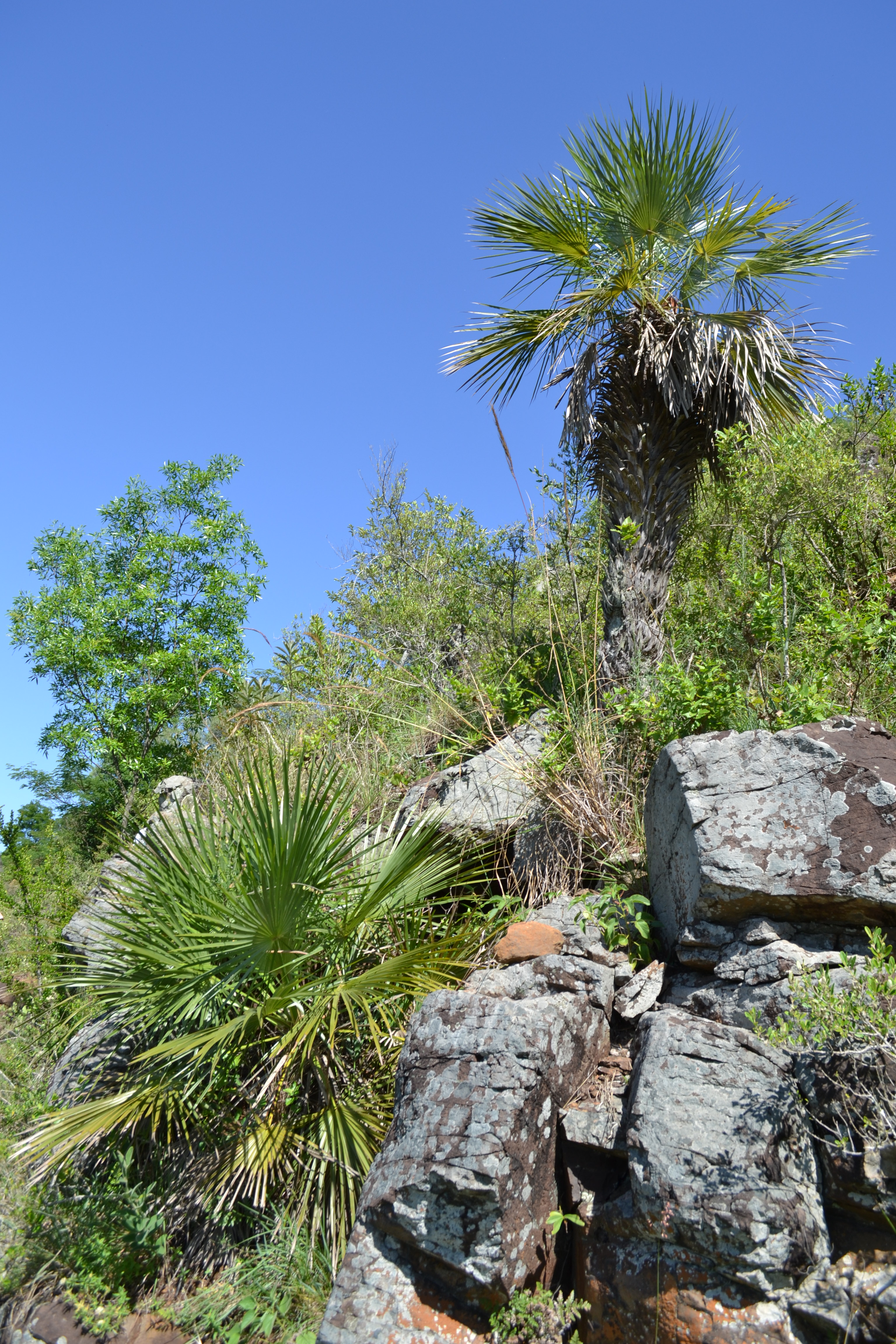
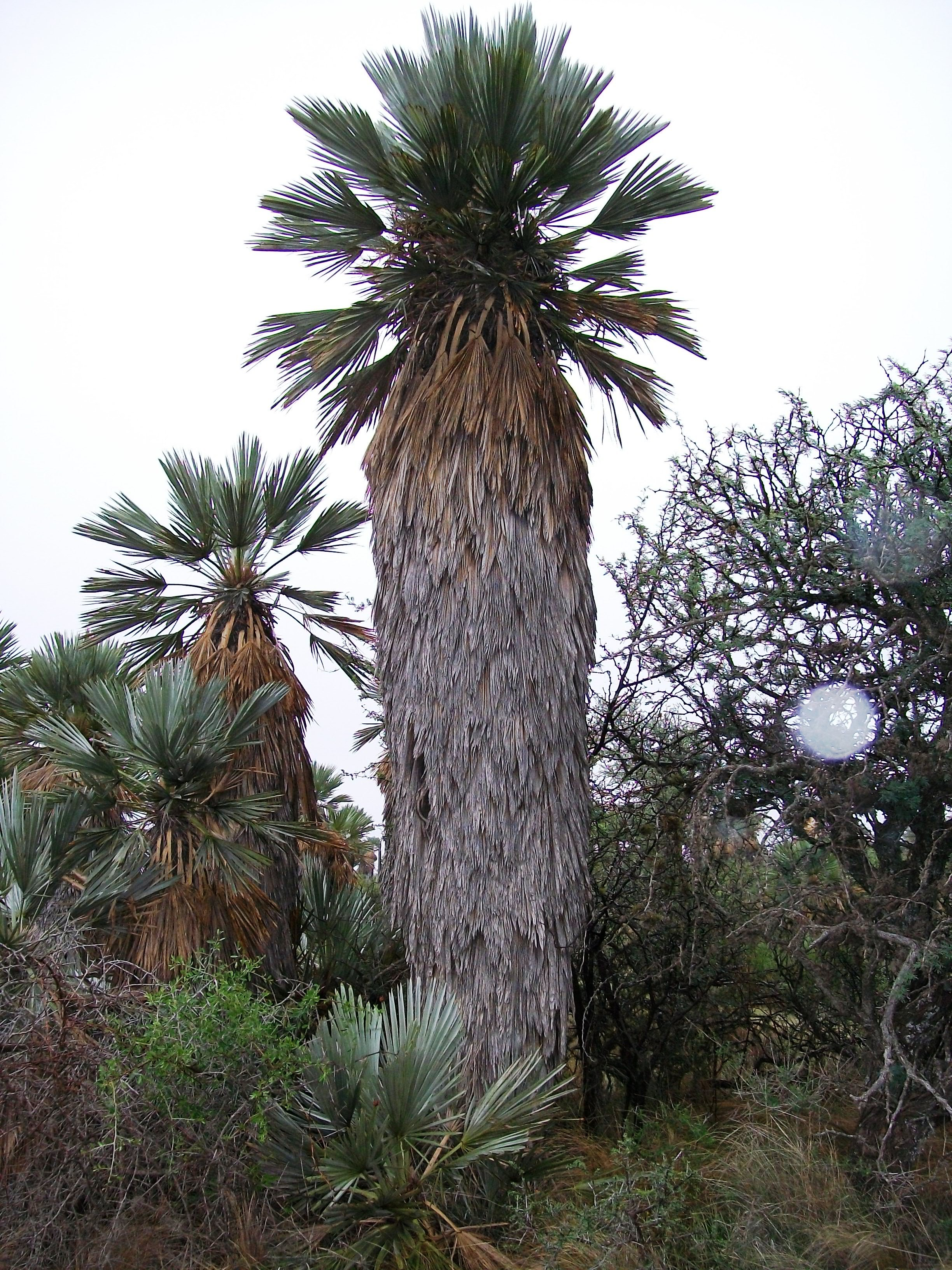
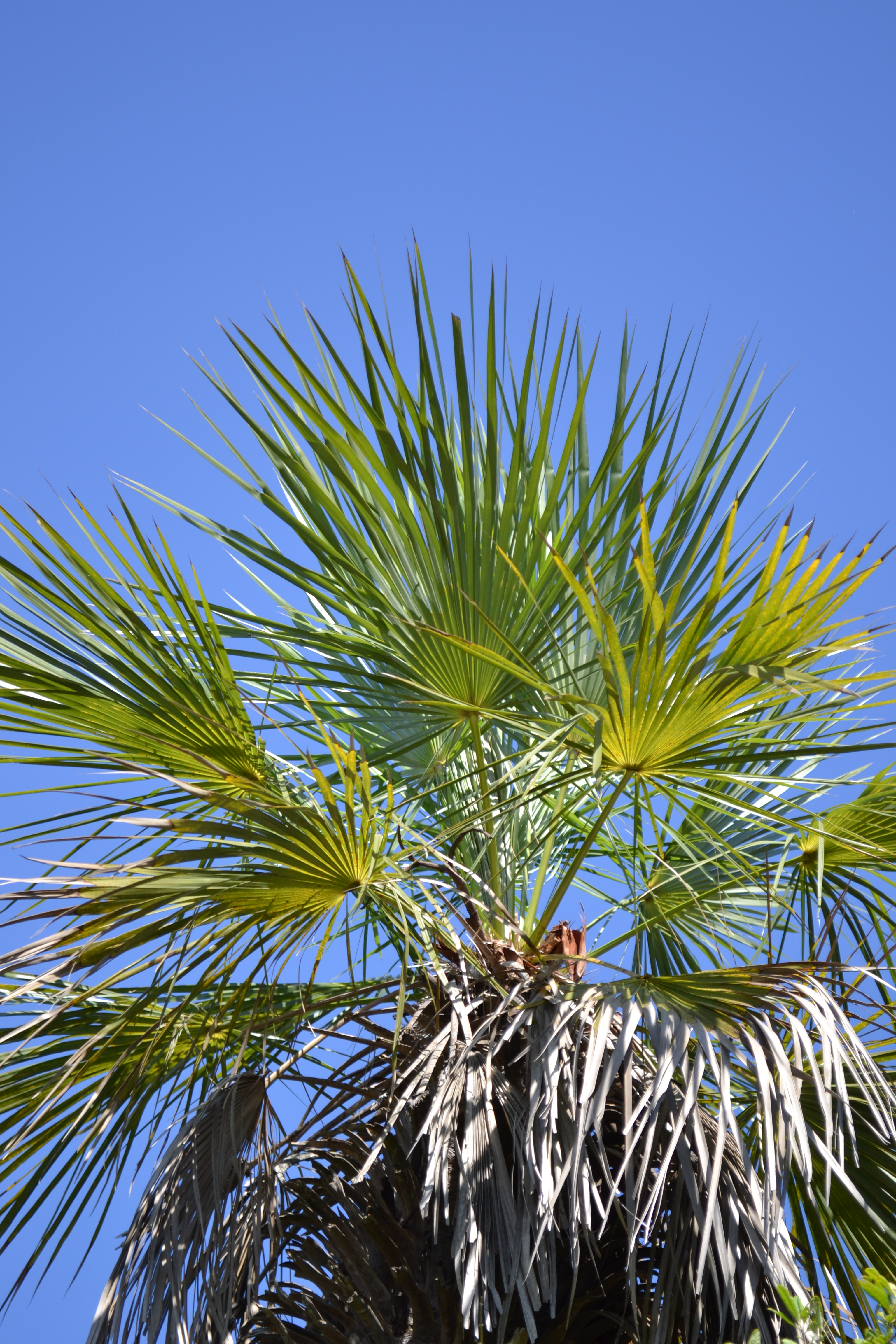
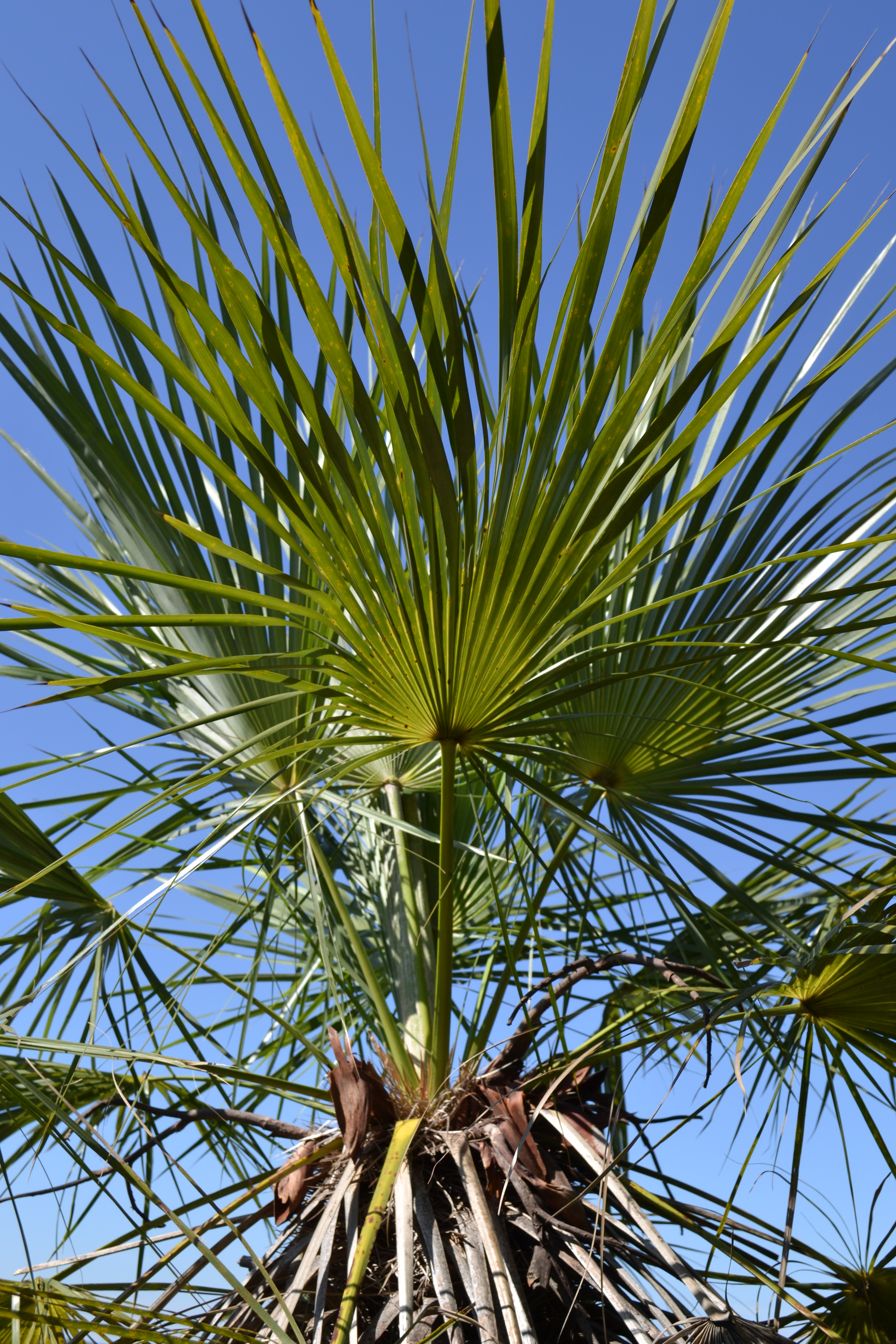
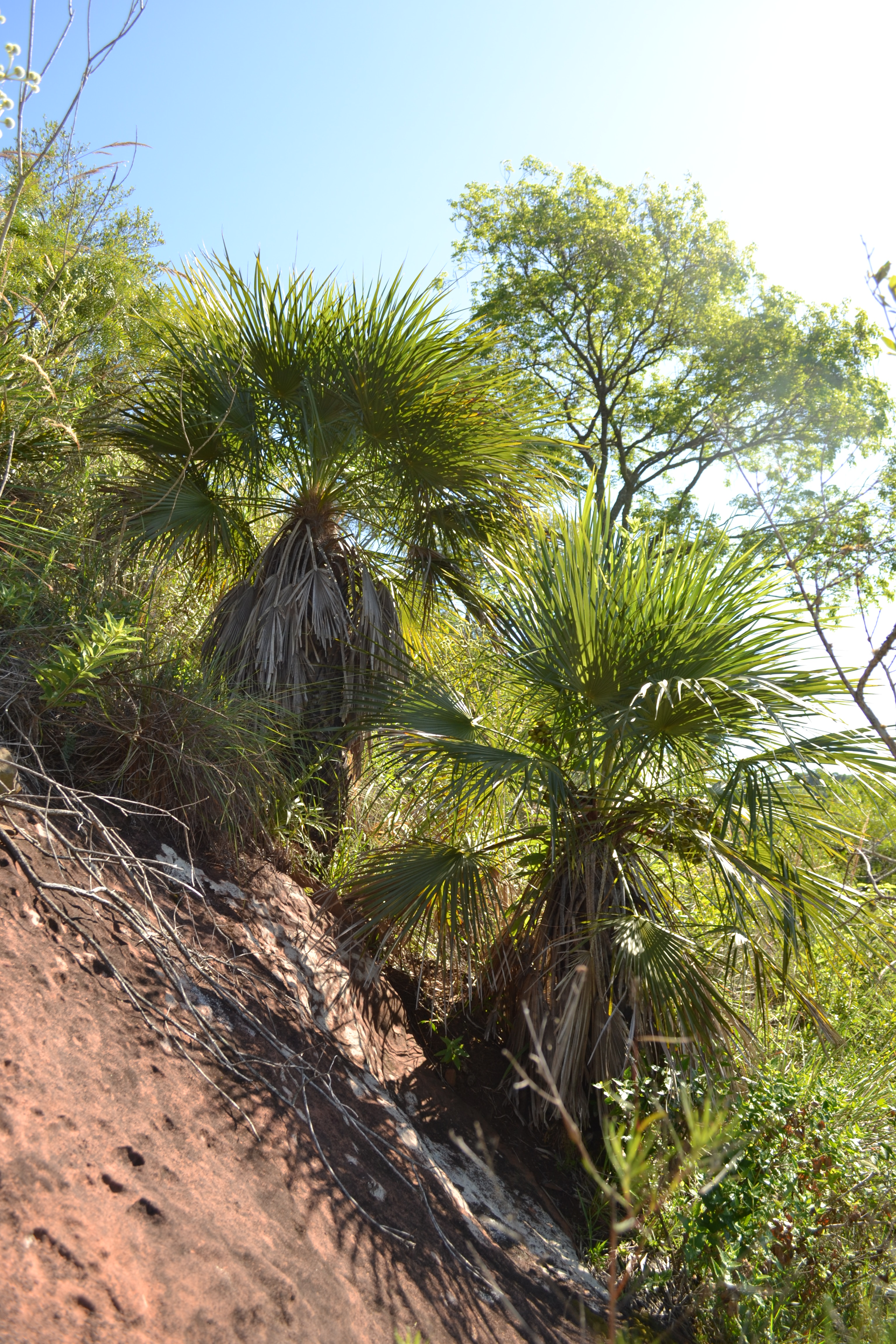